# Amata octomaculata
Amata octomaculata là một loài bướm đêm thuộc phân họ Arctiinae, họ Erebidae.